# Donje Stopanje
Donje Stopanje (en serbe cyrillique : Доње Стопање) est une localité de Serbie située sur le territoire de la Ville de Leskovac, district de Jablanica. Au recensement de 2011, elle comptait 1 100 habitants.
Donje Stopanje est officiellement classé parmi les villages de Serbie.

## Démographie

### Évolution historique de la population
| 1948 | 1953 | 1961 | 1971  | 1981  | 1991  | 2002  | 2011  |
| ---- | ---- | ---- | ----- | ----- | ----- | ----- | ----- |
| 746  | 822  | 919  | 1 045 | 1 102 | 1 201 | 1 136 | 1 100 |

|  |